# Похоронний комплекс Аміра Хайрбака
Похоронний комплекс Аміра Хайрбака, мечеть-медресе Аль-Амір Хайр Бак, мечеть Хайрбак (араб. مسجد ومدرسة الأمير خاير بك) — релігійний комплекс на вулиці Баб аль-Вазір (район Дарб аль-Ахмар), Каїр, Єгипет.
Спочатку він складався з мавзолею, встановленого османським намісником Єгипту Хайиром Беєм у 1502. Пізніше він додав медресе і мечеть і прибудував сусідній Палац Амір Алін Ак у 1293, використовувався ним як резиденція. В околицях — Каїрська цитадель, розташована на південному сході, Палац Амір Алін Ак на південному заході, Мечеть Аксункур на північному сході. Це одна з багатьох архітектурних споруд у бурджийському стилі, побудованих у середні віки.

## Архітектура
На зовнішній стороні — куполоподібний дах з квітковими мотивами, арочний вхід, покритий мукарнами, шлях, який веде до північного кінця комплексу, і мінарет, який втратив вершину під час землетрусу 1884 року, але був реконструйований у 2003 році.
Що стосується інтер'єру, він має прямокутну форму, оточену чотирма айванами. Східний та західний айвани глибші за айван у бік кібли, який займає південну сторону будівлі та північний айван з протилежного боку, внаслідок того, що будівля була прямокутною. Стіни айванів оточені мармуровою мантією на 1,5 метра над підлогою медресе, увінчані смугами, вписаною віршами Сури аль-Фатх. Міхраб розміщено посередині південної стіни.

## Галерея

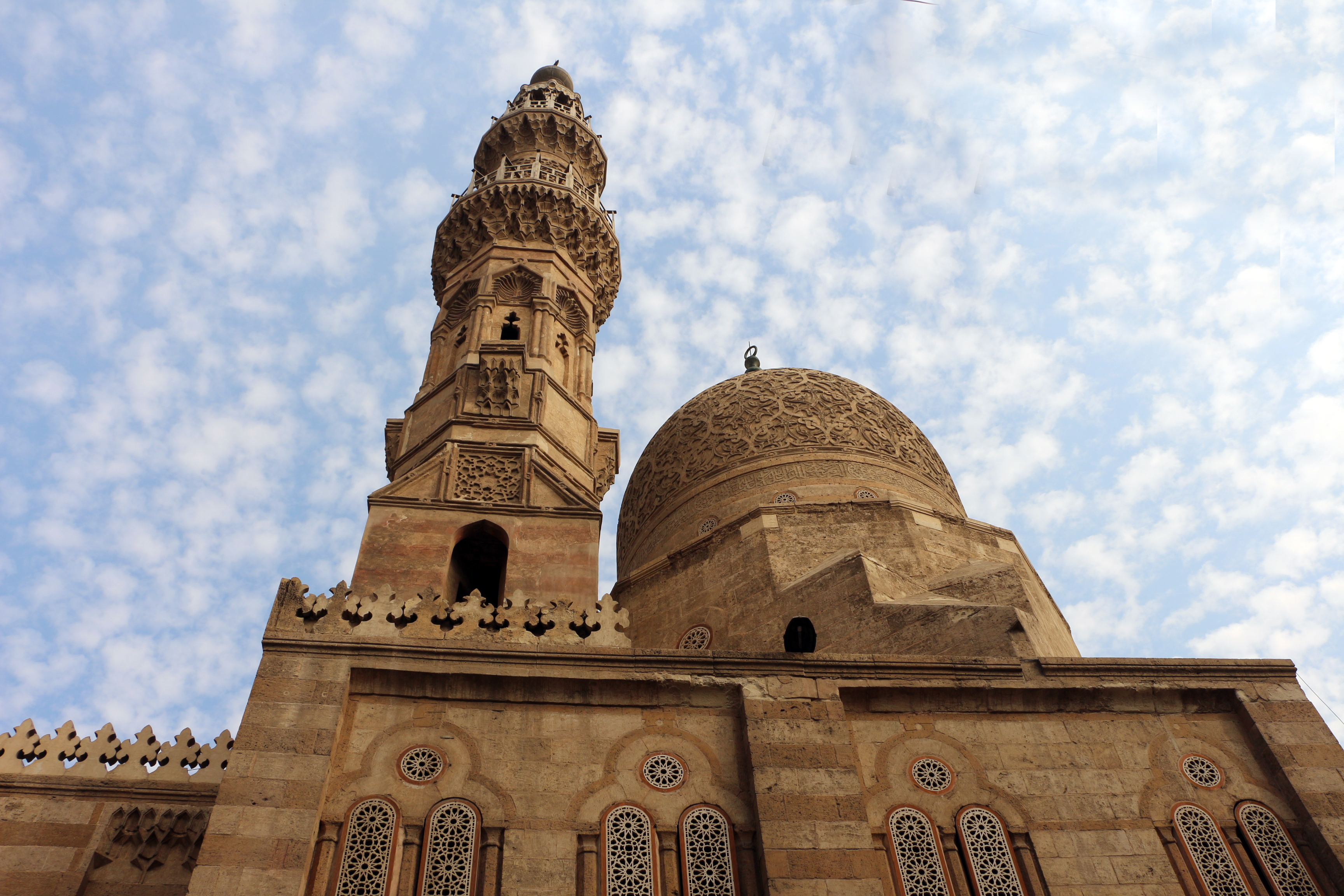
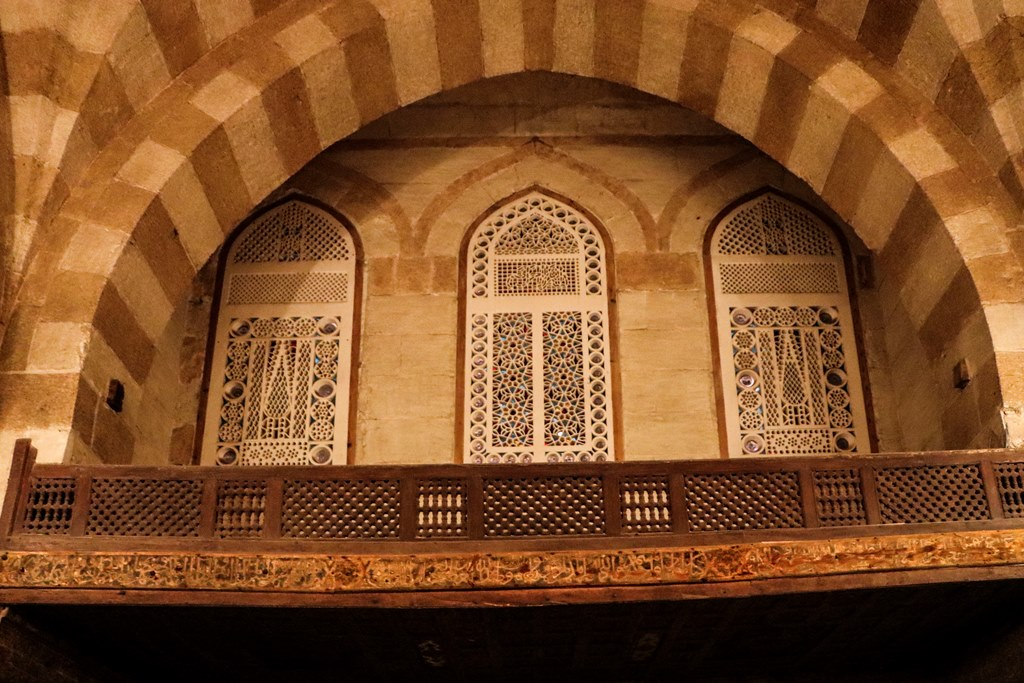
Всередині мечеті Хайрбак